# Superpuchar Czarnogóry w piłce siatkowej mężczyzn
Superpuchar Czarnogóry w piłce siatkowej mężczyzn (czarnog. Superkup Crne Gore za odbojkaše) – cykliczne rozgrywki w piłce siatkowej organizowane przez Czarnogórski Związek Piłki Siatkowej (Odbojkaški savez Crne Gore, OSCG), w których rywalizują ze sobą mistrz i zdobywca Pucharu Czarnogóry. Zgodnie z regulaminem, jeżeli ta sama drużyna w jednym sezonie zdobyła mistrzostwo i krajowy puchar, wówczas prawo udziału w meczu o superpuchar mają mistrz Czarnogóry oraz finalista krajowego pucharu.
Mecz o siatkarski Superpuchar Czarnogóry po raz pierwszy rozegrany został w 2024 roku. Pierwszym zdobywcą tego trofeum został klub Budva.

## Historia
Premierowa edycja Superpucharu Czarnogóry odbyła się 29 września 2024 roku w centrum sportowym Nikšić (Sportski centar Nikšić) w Nikšiciu. Wzięli w niej udział: mistrz i zdobywca Pucharu Czarnogóry w sezonie 2023/2024 Budva‎ oraz finalista Pucharu Czarnogóry Jedinstvo Bijelo Polje. Zdobywcą superpucharu została Budva, która wygrała spotkanie w trzech setach. Najlepiej punktującymi zawodnikami byli: Vladan Stojanović z Jedinstva, który zdobył 13 punktów, oraz Miro Miljanić z Budvy z dorobkiem 10 punktów. Najlepszym zawodnikiem (MVP) meczu wybrany został Rastko Milenković. Przed meczem o superpuchar mężczyzn rozegrany został memoriał Miodraga Gvozdenovicia, w którym Budućnost Volley pokonał Sutjeskę 3:0.

## Triumfatorzy
| Edycja | Data       | Miejsce spotkania              | 1. miejsce                                   | 2. miejsce                                            | Wynik spotkania           |
| ------ | ---------- | ------------------------------ | -------------------------------------------- | ----------------------------------------------------- | ------------------------- |
| 1      | 29.09.2024 | Sportski centar Nikšić, Nikšić | Budva (Mistrz i zdobywca Pucharu Czarnogóry) | Jedinstvo Bijelo Polje (Finalista Pucharu Czarnogóry) | 3:0 (25:18, 25:15, 25:19) |

## Bilans klubów
| Klub                   | złoto | srebro |
| ---------------------- | ----- | ------ |
| Budva                  | 1     | 0      |
| Jedinstvo Bijelo Polje | 0     | 1      |